# Sokourani-Missirikoro
Sokourani-Missirikoro è un comune rurale del Mali facente parte del circondario di Sikasso, nella regione omonima.
Il comune è composto da 5 nuclei abitati:
- Kadonbougou
- Kounfouna
- Massabougou
- Sokourani (centro principale)
- Zerila